# Rainbow Athletics Amsterdam
Rainbow Athletics Amsterdam (RAA) is een Nederlandse atletiekvereniging, die zich vooral richt op leden uit de LHBT-gemeenschap. Tot 2021 was RAA bekend als Dutch Gay and Lesbian Athletics (DGLA). RAA is lid van de Atletiekunie en is ook aangesloten bij de zogeheten Frontrunners, een internationale koepelorganisatie van zo’n honderd LGBT-hardloop- en wandelclubs.
De leden van RAA houden zich vooral bezig met hardlopen en sportwandelen en doen mee aan dezelfde wedstrijden als hetero-atleten.

## Geschiedenis
RAA is in 1999 opgericht om de atletiektrainingen te kunnen voorzetten die een jaar eerder waren begonnen als voorbereiding voor de Gay Games, die in 1998 in Amsterdam werden gehouden.

### Gay Games
Die trainingen voor de Gay Games hadden plaats bij HAAG Atletiek, met als pioniers Erik Rollenberg, voorzitter van het organisatiecomité van het atletiekprogramma voor de Gay Games, Reinoud Hesper, Pierre Periqault Monte en Bas Baanders, die later de eerste voorzitter zou worden van RAA.
Later volgde er een trainingsgroep op een baan bij de Amsterdamse Atletiek Combinatie (AAC). De eerste trainer in Amsterdam was Ruud Wielart, die nog steeds de atleten van RAA traint. De deelnemers liepen afstanden van 100 m op de baan tot en met een hele marathon. Later kwamen er middellange en lange afstanden bij met trainers als Leo Boke, Peter van Wees en Ron Blaauw.
De professionele trainingen voor de Gay Games in Amsterdam waren nodig, omdat de atletiekonderdelen voor het eerst volgens de reglementen van de IAAF zouden worden gehouden. Doordat de Gay Games in een faillissement eindigden, liep AAC veel geld mis, maar later hebben leden van RAA geld bij elkaar gelegd, zodat het leed enigszins werd gelenigd.

### Monique de Wilt
Hoogtepunt van het atletiektoernooi tijdens de Gay Games was de verbetering van twee Nederlandse records door Monique de Wilt. Zo haalde ze 7 augustus 1998 de 4,16 m bij het polsstokhoogspringen voor vrouwen.

### Oprichting RAA
Na de Gay Games wilden de atleten doorgaan met trainen en daartoe richtten zij in 1999 de Dutch Gay Athletics op. Het eerste bestuur werd gevormd door Agnes Elling, Reinoud Hesper, Pierre Periqault Monte, Erik Rollenberg en Bas Baanders als voorzitter.

#### Conflict over de naam DGLA
Voorafgaand aan de formele oprichting bij de notaris gaven vrouwelijke atleten te kennen de indruk te hebben dat de vereniging alleen voor mannen zou zijn, aangezien gay werd geassocieerd met mannelijke homoseksuelen. Baanders stelde toen voor de ‘L’ van lesbian aan de naam toe te voegen, hetgeen tot de nodige discussie leidde, waarbij niet alleen de Van Dale, maar ook de Oxford English Dictionary werd geraadpleegd.
Uiteindelijk werd de knoop doorgehakt met het argument dat als vrouwen denken dat DGA alleen voor mannen is, de vereniging de verkeerde naam heeft. Met de ‘L’ erbij werd Dutch Gay and Lesbian Athletics de officiële naam.
Voor de Atletiekunie was het wel wennen om een vereniging te hebben die louter bestond uit zogeheten masters, geen pupillen en slechts een enkele senior. Bovendien bleek de verdeling mannen en vrouwen ongeveer gelijk. Bij andere atletiekverenigingen zijn vrouwen ondervertegenwoordigd en zo is RAA een gunstige uitzondering.

#### Hernoeming naar RAA
In april 2021 werd door de leden gestemd om de vereniging te hernoemen naar Rainbow Athletics Amsterdam.

## Trainingen
De leden van RAA trainen op woensdagavond (bij AV 1923 in Amsterdam-Oost) en/of vrijdagavond (in het Olympisch Stadion). In het voorjaar zijn er voor de leden speciale clinics op technische onderdelen, zoals verspringen, kogelstoten en speerwerpen.

## Activiteiten
RAA is betrokken bij de jaarlijkse Roze Loop onder auspiciën van de Atletiekunie. De loop kent drie afstanden, de 5, 10 en 15 km. De Roze Loop werd op 28 september 1997 voor het eerst gehouden in het Vondelpark in Amsterdam met een start voor het Filmmuseum en als kleedruimte café Max. Vanwege de drukte in het Vondelpark werd voor de tweede editie uitgeweken naar het Flevopark in Amsterdam-Oost met een parcours dat deels langs het Amsterdam-Rijnkanaal loopt. In 2019 werd de 23ste editie gehouden.
Een andere activiteit waaraan RAA deelneemt is de jaarlijkse Pride Run (sinds 1999), die de vrijdag voorafgaande aan de Canal Pride wordt gehouden tijdens Pride Amsterdam. Meestal is dit de eerste vrijdag van augustus. De afstanden die gelopen kunnen worden zijn de 5 en de 10 km of de halve marathon.
Jaarlijks lopen leden van RAA gezamenlijk in het buitenland mee met een hele of halve marathon.
Zoals in:
- 2011 in Berlijn
- 2012 in Boedapest
- 2013 in München
- 2014 in Valencia
- 2015 in Lissabon
- 2016 in Chicago
- 2017 in Keulen
- 2018 in Toulouse en Spitsbergen
- 2019 in Ljubljana (Slovenië)

De snelste tijd van een RAA-lid bij de marathon ligt net onder de 2 uur en 50 minuten (behaald in Keulen).
In 2006 heeft RAA op zich genomen de jaarlijkse bevrijdingsvuurestafette in de nacht van 4 op 5 mei voor Amsterdam te organiseren. Sindsdien is dit een niet weg te denken fenomeen en doen meerdere atletiekverenigingen en hardloopgroepen mee.
In 2004 deed RAA voor het eerst met een eigen boot mee met de Canal Pride, net als in 2005 en 2007.
Leden van RAA doen ook mee aan de vierjaarlijkse Gay Games en de World Outgames.
Af en toe organiseren RAA en Gay Swim Amsterdam (GSA) een gezamenlijk evenement.

## Kenmerk van RAA
Anders dan bij andere atletiekverenigingen waar nieuwkomers vaak weer afdruipen, is de vaste regel bij RAA dat iedereen zich tijdens een training voorstelt aan een nieuwkomer en dat een van de leden zich over de nieuwkomer ontfermt. Die aanpak behoort tot het DNA van RAA, aldus de eerste voorzitter Bas Baanders.

## Frontrunners
RAA is aangesloten bij de Frontrunners, een koepelorganisatie van zo’n honderd LGBT-hardloop- en wandelclubs, genoemd naar de roman The Front Runner (1974) van Patricia Nell Warren (1936-2019), die het verhaal vertelt van trainer en zijn atleet en de eerste roman met een homoseksueel thema is die doordrong tot de bestsellerlijst van The New York Times.  
Maar bij internationale contacten noemt RAA zich ook wel DGLA, a.k.a. (also known as) Frontrunners Amsterdam, aangezien de meeste andere verenigingen die aangesloten zijn bij de Frontrunners zich Frontrunners noemen met daarachter de naam van de stad waar ze actief zijn.
Door de connectie met Frontrunners organiseerde RAA in 2005 in Utrecht de hardlooponderdelen van de EuroGames. RAA trad ook op als gastheer en -vrouw van de Gay and Lesbian Run in. 2002 en 2009.

## Bestuur
Het bestuur van RAA en de vereniging is geleid door:
- Bas Baanders (1999-2001)
- Cinta Groos (2001-2012)
- Marleen Keijlard (2012-2016)
- Annemies Gort (2016-heden)